# 1941年臺灣
|        | 臺灣歷史 \| 台灣歷史年表 |
| 世纪： | 19世纪臺灣 \| 20世纪臺灣 \| 21世纪臺灣 |
| 年代： | 1910年代臺灣 \| 1920年代臺灣 \| 1930年代臺灣 \| 1940年代臺灣 \| 1950年代臺灣 \| 1960年代臺灣 \| 1970年代臺灣                                           |
| 年份： | 1936年臺灣 \| 1937年臺灣 \| 1938年臺灣 \| 1939年臺灣 \| 1940年臺灣 \| 1941年臺灣 \| 1942年臺灣 \| 1943年臺灣 \| 1944年臺灣 \| 1945年臺灣 \| 1946年臺灣 |
| 纪年： | 辛巳年（蛇年）、日本昭和16年 |

1941年臺灣設立了皇民奉公會，並進行第三次的史蹟名勝天然紀念物指定，年底在臺南州發生地震。

## 政府

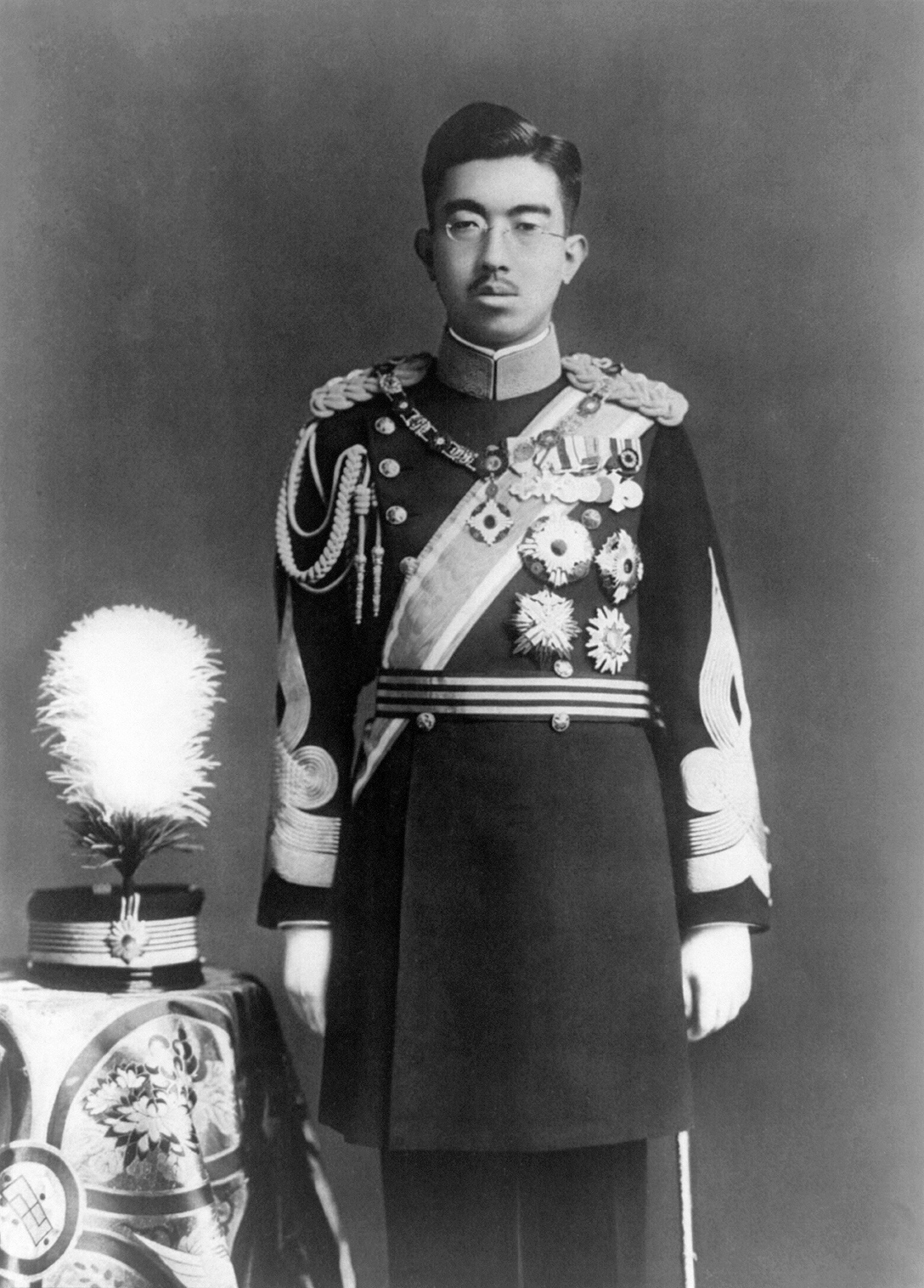
天皇：昭和天皇
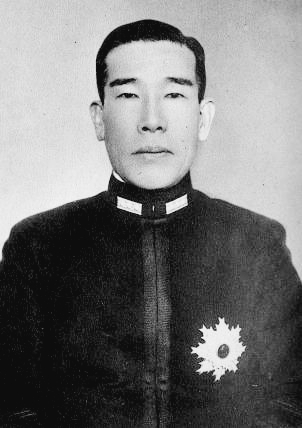
臺灣總督：長谷川清
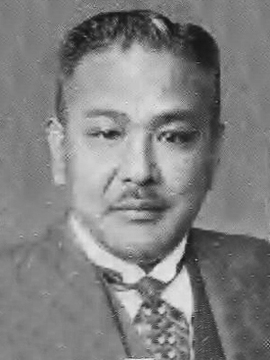
總務長官：齋藤樹

## 大事記

### 1月
- 1月19日——大甲溪天冷發電廠開工[1]:1336。

### 2月
- 2月1日——臺灣改姓名振興會成立[1]:1336。

### 3月
- 3月3日——臺北市調查1940年市內日本人有10餘萬[1]:1337。

### 4月
- 4月1日——大日本帝國境內（含臺灣、朝鮮）的小學校與公學校全都改制為「國民學校」[2]:368。教材全面更新，加入天皇崇拜和戰爭內容[1]:1338。
- 4月15日——大日本航空開始經營「臺北－廣東（廣州）」航線[3]:62。
- 4月19日——皇民奉公會成立；長谷川清總督親任總裁，取代先前國民精神總動員本部，以皇軍精、產業奉公、時局新生活運動、經濟統制為實踐要綱[1]:1338。
- 4月28日——本日起到5月7日舉行健康增進活動[2]:368。

### 5月
- 5月9日——臺北市廳舍落成[1]:1338。

### 6月
- 6月14日——臺灣總督府依據「史蹟名勝天然紀念物保存法」之規定，指定12處新史蹟和7種生態保育動物及區域；除澎湖文石書院外，新史蹟皆為1895年日軍攻臺戰役遺蹟和歷代總督所居之地；天然紀念物包括新竹舊港之仙腳海岸原生林、竹南之野生稻、帝雉、蝴蝶蘭、櫻花鉤吻鮭、小紅頭嶼植被、蓮角等[1]:1339。進行史蹟名勝天然紀念物的第三回指定[4]。
- 6月21日——皇民奉公會臺北分會成立，其他地方分會漸次成立[1]:1339。

### 7月

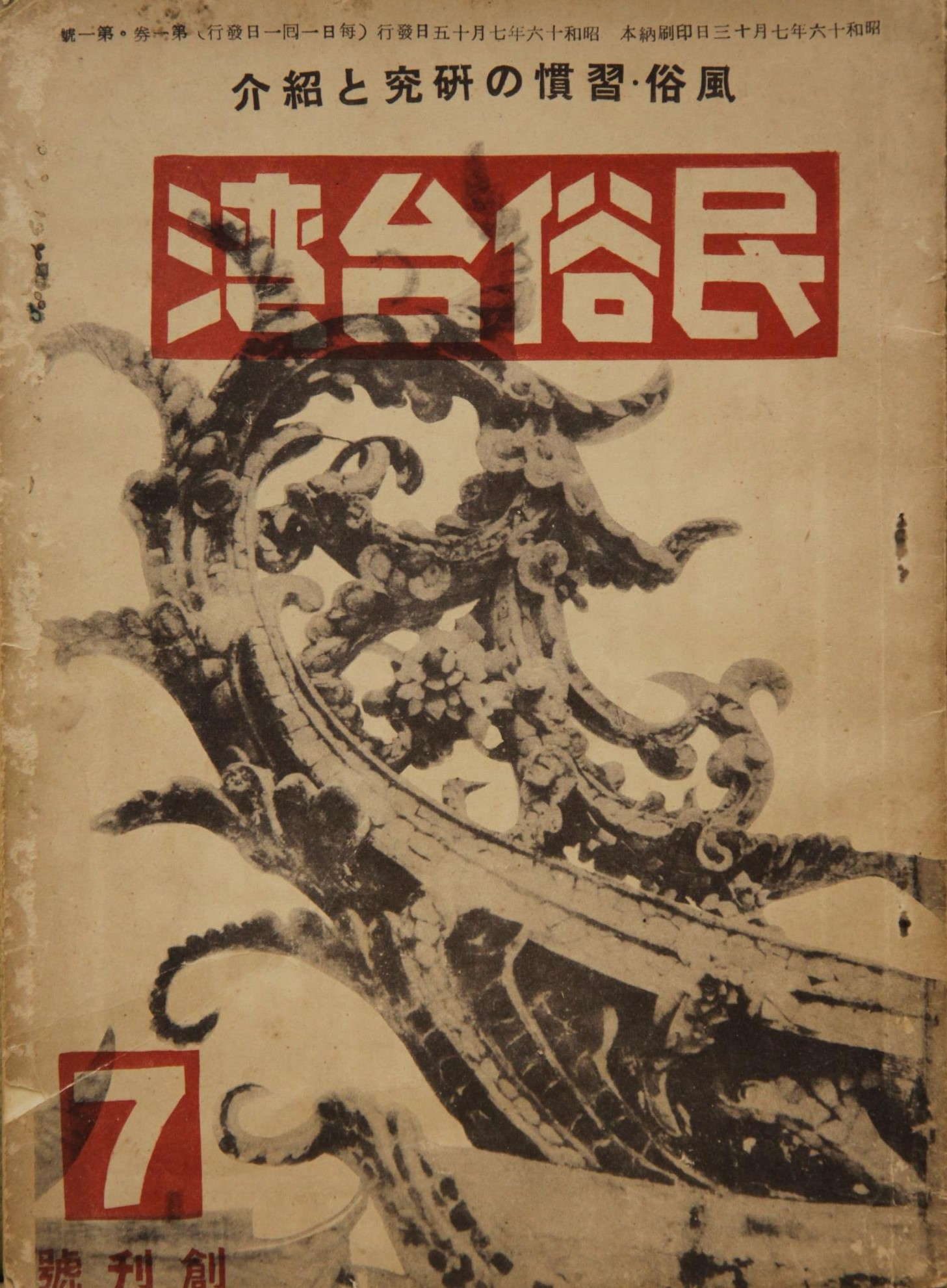
《民俗臺灣》創刊號

- 7月10日——《民俗臺灣》創刊，由池田敏雄負責編務[1]:1339。

### 8月
- 8月28日——奉公壯丁團成立[1]:1339。

### 9月
- 9月5日——南方協會內新設南方進出顧問所[1]:1340。

### 10月
- 10月5日——臺北明治橋附近發掘山先住民之石器[1]:1340。
- 10月31日——東港神社升格為鄉社[5]:12。

### 11月
- 11月11日——日本海軍省發表馬公要港部自11月20日起改稱為警備府，司令官升格為司令長官[1]:1340。

### 12月
- 12月8日——日軍偷襲珍珠港，同時對美國宣戰（12月9日，美國、英國對日本宣戰，太平洋戰爭發，臺灣總督府編成非常行政機構。）[1]:1340。
- 12月12日——臺灣革命同盟會在重慶成立[1]:1341。
- 12月17日——南部大地震，造成304人死亡，1,845戶家屋倒壞[1]:1341。3時19分，於嘉義中埔發生規模7.1的地震，造成臺南州360人死亡，729人受傷，住家全倒塌4,481戶，半倒則有6,787戶。

## 出生
参见： 1941年出生
- 1月1日——張美瑤：演員，是柯俊雄前妻，曾於1960年代赴日本發展。（2012年逝世）
- 1月4日——王康陸，台灣獨立運動參與者。台獨聯盟秘書長。（1993年逝世）
- 1月15日——
  - 鍾鐵民，作家。題材多取自美濃客家人。作家鍾理和之子。（2011年逝世）
  - 施明德，戒嚴時期黨外運動領袖。《美麗島雜誌》主辦人，美麗島事件中遭逮捕入獄、前民主進步黨主席。
- 1月20日——張佩成：導演。
- 2月10日——李仁人：政治人物，是郭昭巖之母，曾任台北市議員。
- 2月20日——李泰祥：作曲家。
- 2月21日——鄭新助：政治人物、廣播主持人，是鄭孟洳祖父，曾任高雄市議員。現已出家，法號「果傳」。
- 3月1日——趙守博，政治人物。曾任中華職業棒球大聯盟會長、臺灣省主席。
- 3月11日——田歌：作家、導演、編劇。
- 3月17日——王金平，政治人物。曾任多屆立法委員、立法院院長。
- 3月30日——陳哲男：政治人物，是陳其邁之父，曾任立法委員、中華民國總統府副秘書長、台南市副市長、台北市政府秘書長。
- 4月3日——曾茂興，台灣勞工運動人士。
- 4月4日——曾永義：文學家、崑曲推行者，曾任中央研究院院士、中華戲曲與文學推廣協會理事長、《國語日報：古今文選》主編、國立台灣大學中文系兼任教授。
- 4月18日——黃營杉：企業管理學家、政治人物，曾任中華民國經濟部部長、國立台北大學商學院院長。
- 4月24日——謝隆盛：政治人物，曾任國民大會代表、台北縣議員、板橋市（今板橋區）市民代表。
- 5月8日——王晃三：工業工程學家，曾任中原大學工學院院長、中華民國品質學會理事長。
- 5月21日——凌雲：演員，後來於1964年赴香港發展。
- 5月22日——盧修一，戒嚴時期黨外運動參與者。曾任立法委員。（1998年逝世）
- 5月23日——陳茂男：政治人物，曾任立法委員。
- 5月27日——許信良，戒嚴時期黨外運動領袖。曾任桃園縣縣長、前民進黨主席。
- 6月23日——蔡勳雄，政治人物。
- 6月25日——蘇一仲：企業家，現任和泰興業董事長。
- 6月26日——葉勝男：主教。
- 6月27日——王幸男，政治人物、台獨運動參與者。郵包炸彈案主角。
- 6月28日——蔡冠倫：企業家、黑道人士，是蔡冠民之兄，為四海幫創立人。晚年投身於建築業，擔任冠倫集團總裁。
- 7月1日——陳松勇：演員。(2021年12月17日逝世)
- 7月6日——伍焜玉：流行病學家。
- 7月13日——莊金生：教師、政治人物，曾任立法委員、光復鄉鄉長。
- 7月20日——周神助：牧師。
- 7月27日——王邦雄：作家、哲學家，曾任國立中央大學中文系暨哲學研究所所長。
- 8月9日——蔡明憲：政治人物，曾任中華民國國防部部長。
- 8月20日——黃主文，政治人物。曾任中華民國內政部部長、臺灣團結聯盟主席。
- 8月24日——林義雄：律師、政治人物，是方素敏之夫、林奐均之父 ，曾任台灣省議員。
- 8月26日——陳澄雄：作曲家、指揮家，曾任台灣省立交響樂團團長、台北市立國樂團團長。
- 9月1日——徐頌仁：指揮家、鋼琴家、作曲家。
- 9月2日——王和雄：大法官。
- 9月9日——陳全壽：田徑運動員、運動生理學家、政治人物，曾任體育委員會主任委員、國立台灣體育學院校長。
- 9月16日——姚慶章：畫家。
- 9月21日——吳其樑：軍事人物。
- 9月27日——白秀雄，政治人物。曾任臺北市政府副市長、臺北市政府社會局局長。
- 10月16日——周澄：篆刻家。
- 10月30日——詹春柏：政治人物，曾任中華民國總統府秘書長。
- 11月4日——林義守，企業家。義联集團創辦人。
- 12月5日——劉翠溶：歷史學家。
- 12月10日——林佛兒，詩人、小說家。鹽分地帶文學作家。（2017年逝世）
- 12月21日——
  - 林忠勝，教育家、口述歷史學者。著有《陳逸松回憶錄》、《朱昭陽回憶錄》等。（2011年逝世）
  - 巫明霞：演員，是歌仔戲「七仙女」之一。
- 12月25日——楊德智：軍事人物。
- 12月27日——鄭逢時：政治人物，曾任立法委員。
- 12月31日——黃俊英，學者、政治人物。曾代表國民黨參選高雄市長。（2014年逝世）

## 逝世
- 5月1日——吳汝祥，士紳、企業家。創立彰化銀行、彰南鐵道等。（1868年出生）